# Orthonama crenatilinea
Orthonama crenatilinea là một loài bướm đêm trong họ Geometridae.